# BeForU
BeForU fue una banda femenina de J-Pop formada el año 2000 bajo la producción de Naoki Maeda, y que se hizo famosa principalmente por interpretar varios de sus temas al interior del popular videojuegos de baile de Bemani. El 2006 pertenecen a Avex y el 2008 pertenecen a Gambit. Todas sus licencias fueron removidas de las máquinas arcade (algunas del IIDX 16, otras de DDR X, incluyendo las canciones de DDR Solo) debido a cambios repentinos de compañía. Algunas canciones de BeForU revivieron en DDR X2.

## Integrantes
- Riyu Kosaka (小坂 りゆ Kosaka Riyu?,  Nombre Real: 小坂 梨由 Kosaka Riyu) (17 de enero de 1985)
- Ayano Tachibana (立花彩野) (desde el 2008)
- Hiromi Nishiuchi (西内裕美) (desde el 2008)
- Megumi Fukushita (福下惠美) (desde el 2008)

Exintegrantes
- Shiyuna Maehara (前原 しゆな Maehara Shiyuna?) (30 de noviembre de 1979)  (se retiró el 2004)
- Yoma Komatsu (小松 代真?   Nombre Real: Komatsu Yoma) (30 de diciembre de 1974) (se retiró el 2007)
- Miharu Arisawa (有沢 みはる Arisawa Miharu?) (4 de septiembre de 1985) - fue integrante de BeForU NEXT  (se retiró el 2007)
- Noria (のりあ?   Nombre Real: 白石 紀亜 Shiraishi Noria) (12 de septiembre de 1981)  (se retiró el 2007)
- Lisa Sotohana (外花りさ Sotohana Risa?) (28 de enero de 1988) - fue integrante de BeForU NEXT  (se retiró el 2007)
- Sayaka Minami (南 さやか Minami Sayaka?) (24 de diciembre de 1983) - fue integrante de BeForU NEXT  (se retiró el 2008)

## Historia

### El grupo original
A finales del año 2000 la compañía Konami realizó una audición llamada Dance Dance Revolution Artist Audition 2001, para buscar nuevos talentos musicales para el videojuego del mismo nombre. De las muchas jóvenes que asistieron al casting finalmente fueron escogidas sólo cuatro, Shiyuna Maehara, Noria Shiraishi, Riyu Kosaka y Yoma Komatsu; sus edades rodeaban los 15 y los 26 años edad.
Para darle nombre a la nueva banda de chicas que estaba tomando forma se le pidió a los fanes de videojuegos de Konami que votaran por un nombre adecuado, y de todos finalmente fue escogido el de BeForU, el cual estaba inspirado en el tema "B4U" deL juego Dance Dance Revolution 4thMIX. La primera canción grabada por la banda fue "DIVE" del 2001, que fue incluida por primera vez en siguientes juegos de Dance Dance llamados 4thMIX Plus y ExtraMIX. La siguiente canción que fue grabada para los videojuegos de Konami fue "Firely". También fue lanzado un tema en solitario de Riyu titulado "true...", que fue lanzado como single.
La banda a pesar de no ser considerada un éxito rotundo, si comenzó a tener fanes. Su primer álbum de estudio lanzado el 3 de noviembre del 2003 fue titulado simplemente "BeForU", y vendió poco más de 20 mil copias. En marzo del 2004 Shiyuna decide abandonar el grupo para dedicarse a otros ámbitos, y se despidió de la música. Tras la salida de Shiyuna de la banda se decidió hacer una nueva audición para buscar una sustituta, ya que consideraron que seguir como trío no era conveniente. Finalmente no sólo fue elegida una chica para entrar a la banda, sino tres, Risa Sotohana, Miharu Arisawa y Sayaka Minami. Ahora BeForU se convertía en una banda de 6 integrantes, aunque a veces las 3 nuevas integrantes toman el nombre de BeForU NEXT para lanzar canciones en forma de trío.

### BeForU NEXT
Después de anunciarse las nuevas integrantes se comenzó a trabajar nuevamente en lo que se convertiría en su primer sencillo, el cual sería titulado "KI·SE·KI", lanzado el 1 de septiembre del 2004. La canción también fue la primera de la banda en tener video musical, que fue incluido en el DVD del sencillo. Luego de arduo trabajo, BeForU lanza el 14 de febrero segundo álbum de estudio titulado "BeForU II", donde también fueron incluidas versiones en solitario de toda las integrantes.
En un concierto secreto realizado el 6 de agosto del 2006, la banda anunció que firmó contrato musical con Avex para el comienzo de su carrera major, por lo que abandonan parcialmente a Konami, ya que siguen bajo la asesoramiento de Naoki Maeda y continúan colaborando con temas dentro de juegos para Bemani. Los primeros lanzamientos que realizó la banda en su nuevo sello fueron proyectos en solitario de Noria y Riyu Kosaka el 11 de octubre, y posteriormente el primer single major "Red Rocket Rising", que también fue incluido como en el videojuego de dj Beatmania IIDX 14: IIDXGOLD. Inician el año 2007 con bastante actividad: lanzan su segundo single major titulado "Strike Party!!!, que se convierte en el primer trabajo de la banda en ser utilizado como tie-up para promocionar un anime, que en esta ocasión fue como obertura de las Grandes Ligas de Béisbol. Poco después de esto comienzan su primera gira nacional, lanzan un mini álbum desde el sello personal de su club de fanes Be+Wings, y también lanzan su primer álbum major, BeForU III ~Breaking Into The Probability Changes~, en el mes de marzo. Todo va aparentemente bastante bien, ya que a pesar de que no logran llamar mucho la atención en la industria musical major, si conservan fieles fanáticos que las siguen en cada paso que den. Su último lanzamiento con seis integrantes es "Yo Hanabi", que no alcanza a entrar al Top 100 del Oricon.
El 12 de diciembre del 2007 el blog oficial del grupo anuncia cambios radicales para BeForU: Miharu Arisawa y Yoma abandonaban el grupo desde ese mismo día, la primera por problemas de salud y la segunda por problemas personales mantenidos en reserva; y el 30 de noviembre el grupo -de 4 integrantes- dará un concierto especial en el cual Noria y Lisa Sotohana se graduarán, para abandonar el grupo y probar suerte con carreras en solitario.

### La tercera generación
El 15 de febrero de 2008 se anuncia la adición de tres nuevas integrantes, las cuales son Ayano Tachibana, Hiromi Nishiuchi y Megumi Fukushita, y tres meses después, es anunciado el lamentable retiro de Sayaka Minami de los escenarios debido a problemas de salud.
Luego de esto y la salida de Sayaka, BeForU continúa su trabajo. Riyu tiempo después realiza un concierto en solitario en donde se presenta junto a la "Tercera generación" del grupo, interpretando un nuevo tema Kimi to Sora to Zutto. Este material se pudo ver posteriormente en el BeForU / Four Piece Riyu Kosaka / Live 2008.
En eventos posteriores de presentación del nuevo BeForU junto a Riyu, se estrena una nueva canción SUPER HIGHWAY. En estos eventos también se pudo ver la lenta pero positiva aceptación de los fanes a las nuevas integrantes.
Luego de los primeros eventos, BeForU lanza su primer single con su nueva conformación, el 10 de septiembre de 2008, llamado Shangri-la, siendo el primer cover hecho por BeForU, del grupo Denki Groove, conocido en los años '90. Finalmente  Kimi to sora to Zutto no fue incluida en el sencillo y sólo SUPER HIGHWAY fue incluida y como b-side. el DVD del single contiene un PV del a-side.
Menos de un mes después de este lanzamientos, sorpresivamente el 8 de octubre, BeForU lanza su tercer álbum, llamado igual que su anterior single Shangri-la, pero el título fue escrito en japonés. Contiene 10 temas y tiene como novedad, el regreso de los solos de las integrantes, que no se veían desde el BeForUII, además de contener a Kimi to sora to Zutto, el a-side Shangri-la, además de cuatro nuevos temas.
Desde la salida de Shangri-la, no se ha sabido más del grupo, pero si se sabe que se encuentran en un proceso de descanso para volver con novedades el 2010. Riyu Kosaka ya confirmó en su nuevo blog, que se encontraba nuevamente trabajando en nuevos temas, los cuales aún no se saben si son de ella como solista, o del nuevo BeForU.

## Discografía

### Álbumes
1. BeForU (28 de noviembre de 2003)
2. BeForU II (14 de febrero de 2006)
3. BeForU III ～Breaking Into The Probability Changes～ (14 de marzo de 2007) Primer álbum lanzado en avex mode
4. Shangri-La (シャングリラ) (8 de octubre de 2008)

#### Mini álbumes
- 6NOTES (3 de marzo de 2007)

### Sencillos
1. KI·SE·KI (18 de noviembre de 2004)
2. Red Rocket Rising (1 de noviembre de 2006) Primer sencillo lanzado en avex mode
3. Get set GO!! ～BeForU astronauts set～ (22 de diciembre de 2006)
4. Strike Party!!! (17 de enero de 2007)
5. Yo Hanabi (夜花火?) (11 de julio de 2007)
6. Shangri-La (10 de septiembre de 2008)

### DVD
- BeForU FIRST LIVE at Zepp Tokyo 2006 (26 de mayo de 2006)
- Going Happy (BeForU Documental) (23 de julio de 2007)
- BeForU LIVE 2007 at ZEPP Tokyo (6 de agosto de 2007)
- BeForU / Four Piece Riyu Kosaka / Live 2008 (2008)

### Otras canciones
Canciones de la banda exclusivas de los videojuegos de Bemani de Konami; no presentes en ningún lanzamiento discográfico en sus versiones originales en versión completa. Algunos de los temas están incluidos dentro de algún trabajo, pero en versiones alternativas.
- BeForU
  - DIVE (DDR 5thMIX)
  - DIVE ～more deep and deeper style～ (DDRMAX)
  - Firefly (DDRMAX)
  - BRE∀K DOWN! (DDRMAX2)
  - GRADUATION ～それぞれの明日～ (DDR EXTREME)
  - Chikara (チカラ?   DDR supernova)
  - freedom (DDR Supernova)
  - KI・SE・KI (IIDXRED, DDR Festival,DDR Supernova) (Cambio de video en DDR Supernova)
  - BLACK OUT
  - Morning Glory (DDR Supernova)
  - PEACE(^^)v (DDR Supernova) - Video grabado en el concierto
  - Red Rocket Rising
  - Strike Party!!
- BeForU NEXT
  - Scenario (シナリオ?)
- Riyu Kosaka
  - true... (dividida en 2 versiones)
  - DIVE TO THE NIGHT (DDRMAX2) - La primera canción "DIVE" de Riyu como solista
  - CANDY♡ (DDRMAX2)
  - LOVE♡SHINE (DDR EXTREME)
  - begin
  - Himawari (ヒマワリ?   DDR Supernova)
  - SHOOTING STAR
  - HONEY♂PUNCH (DDR Supernova)
  - Baby's Tears (DDR Supernova)
  - Baby's Tears～SKY GIRLS OP THEME～ (DDR Supernova 1 CS/DDR Supernova 2)
  - Yamato Nadeshiko (大和撫子魂?)
  - 遠雷 ～遠くにある明かり～ (Enrai ~Tooku ni Aru Akari~) (Cover del grupo High and Mighty Color que aparece en el Drummania/GuitarFreaks V4)
- Noria
  - ♡LOVE2 シュガ→♡ (DDR EXTREME, Pop'n Music)
  - TEARS (DDR Extreme)
  - Glorious Days
  - Silvia Drive
  - BABY LOVE
  - Melody life (DDR X2) - También tiene versión china.
- YOMA KOMATSU
  - ever snow (DDRMAX2/recopilada después por TERRA en DDR 2010 y DDR X3)
- Sayaka Minami
  - home.
  - Under the Sky (DDR Supernova:南さやか (BeForU) with platoniX)
  - Kibou no Tane (キボウノタネ?)
  - Double ♡♡ Loving Heart
  - fragments
- Miharu Arisawa
  - I am
- Otros
  - ☆shining☆ (DDR X2:Riyu & Noria)
  - Let's go out! (Ucchies & Noria)
  - We are Diskko Yottsu Uchi Inochi! (We are Disっ娘よっつ打ち命?) (Yoma & Risa Sotohana)